# Comuna Voronțivka, Nova Odesa
Voronțivka (în ucraineană Воронцівка) este o comună în raionul Nova Odesa, regiunea Mîkolaiiv, Ucraina, formată din satele Cervonovolodîmîrivka, Ostrovske, Uleanivka și Voronțivka (reședința).

## Demografie
Componența lingvistică a comunei Voronțivka
     Ucraineană (89,86%)
     Rusă (7,03%)
     Română (1,37%)
     Belarusă (1,19%)
     Alte limbi (0,46%)
Conform recensământului din 2001, majoritatea populației comunei Voronțivka era vorbitoare de ucraineană (89,86%), existând în minoritate și vorbitori de rusă (7,03%), română (1,37%) și belarusă (1,19%).